# Wlamir Marques
Wlamir Marques (São Vicente (São Paulo), Brasil; 17 de julio de 1937-São Paulo, 18 de marzo de 2025) fue un jugador de baloncesto brasileño.

## Carrera deportiva
Jugador histórico del baloncesto brasileño, posee el récord de medallas en mundiales, junto con los también brasileños Amaury Pasos y Ubiratan Pereira Maciel, los yugoslavos Dražen Dalipagić y Krešimir Ćosić y el soviético Serguéi Belov, con cuatro medallas cada uno.

## Salón de la Fama FIBA
El 23 de agosto de 2023, en una ceremonia en Filipinas, Wlamir Marques ingresó al Salón de la Fama de la Federación Internacional de Baloncesto (FIBA). Por motivos de salud no pudo viajar para participar de la ceremonia y estuvo representado por el secretario general de la Confederação Brasileira de Basketball (CBB). Wlamir envió un vídeo de agradecimiento.